# Arnold Petersen (Intendant)
Arnold Petersen (* 30. November 1926 in Lübeck; † 30. August 2013 in Volterra, Toskana, Italien) war ein deutscher Dramaturg und Intendant.

## Leben
Arnold Petersen schloss seine schulische Ausbildung mit dem Abitur ab. Von 1946 bis 1956 war er am Theater Lübeck und in Hildesheim als Dramaturg tätig. Zwischen 1956 und 1972 arbeitete er als Chefdisponent am Nationaltheater Mannheim und dann bis 1975 als Leiter des künstlerischen Betriebs an der Hamburgischen Staatsoper.
Er leitete von 1975 bis 1992 als Generalintendant das Nationaltheater Mannheim, wo er stilprägend tätig war, ehe er in gleicher Funktion von 1993 bis 1994 am Volkstheater Rostock und von 1994 bis 1996 am Hessischen Staatstheater Wiesbaden tätig war. In der Spielzeit 2002/03 war er Interimsintendant des Theaters Bonn. 2013 verstarb er in Volterra in Italien.
Petersen ist Namensgeber des mit 5000 Euro dotierten Arnold-Petersen-Preises, der seit 1992 von der Roland-Ernst-Stiftung an ein neues Ensemblemitglied des Nationaltheaters Mannheim vergeben wird.

## Ehrungen
- 1987: Bundesverdienstkreuz am Bande (15. Dezember 1986)[3]
- 1993: Verdienstmedaille des Landes Baden-Württemberg